# Aleurina
Aleurina es un género de hongos en la familia Pyronemataceae. El género, que fue circunscrito por George Edward Massee en 1898, es sinónimo de Jafneadelphus que fuera definido por Mien A. Rifai en 1968. Aleurina posee una distribución amplia y contiene 11 especies.

## Especies
- A. americana
- A. argentina
- A. asperula
- A. calospora
- A. echinata
- A. ferruginea
- A. imaii
- A. magnicellula
- A. olivaceofusca
- A. subvirescens